# Стамболово (Софийская область)
Стамболово (болг. Стамболово) — село в Болгарии. Находится в Софийской области, входит в общину Ихтиман. Население составляет 512 человек.

## Политическая ситуация
В местном кметстве Стамболово, в состав которого входит Стамболово, должность кмета (старосты) исполняет Костадин Стефанов Стоилов (Граждане за европейское развитие Болгарии (ГЕРБ)) по результатам выборов правления кметства.
Кмет (мэр) общины Ихтиман — Маргарита Иванова Петкова (Болгарская социалистическая партия (БСП)) по результатам выборов в правление общины.